# Lamprochernes nodosus afrikanus
Lamprochernes nodosus afrikanus es una subespecie de arácnido  del orden Pseudoscorpionida de la familia Chernetidae.

## Distribución geográfica
Se encuentra en Túnez.